# Терешки (Роменський район)
Тере́шки —  село в Україні, у Роменському районі Сумської області. Населення становить 81 осіб. Входить до складу Недригайлівської селищної громади. До 2020 року орган місцевого самоврядування — Засульська сільська рада.

## Географія
Село Терешки знаходиться за 1 км від правого берега річки Сула. Примикає до села Дремове, на відстані 0,5 км розташоване село Засулля. По селу протікає пересихаючий струмок з загатою. Поруч проходить автомобільна дорога Т 1917.

## Історія
12 червня 2020 року, відповідно до розпорядження Кабінету Міністрів України № 723-р «Про визначення адміністративних центрів та затвердження територій територіальних громад Сумської області», село увійшло до складу Недригайлівської селищної громади.
19 липня 2020 року, в результаті адміністративно-територіальної реформи та ліквідації Недригайлівського району, село увійшло до складу новоутвореного  Роменського району.

## Населення

### Мова
Розподіл населення за рідною мовою за даними перепису 2001 року:
| Мова       | Кількість | Відсоток |
| ---------- | --------- | -------- |
| українська | 79        | 97.53%   |
| російська  | 2         | 2.47%    |
| Усього     | 81        | 100%     |